# Maison municipale

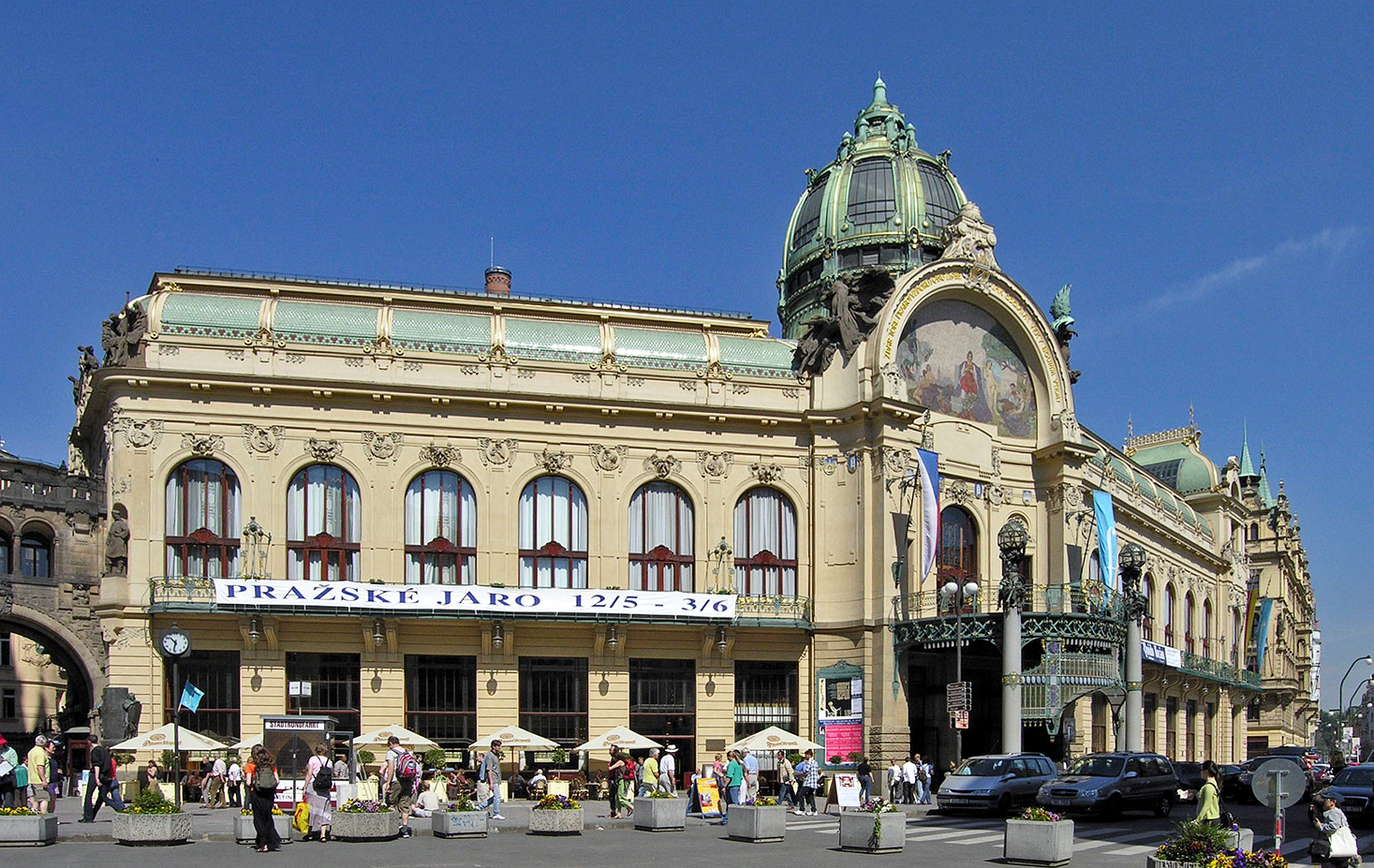
La maison municipale

La Maison municipale (en tchèque : Obecní dům) est un complexe architectural appartenant à la ville de Prague battit en style dit « sezessionstil ». Elle réunit une salle de concerts dédiée à Bedřich Smetana, un espace d'exposition, des salles de réception dont certaines décorées par Alfons Mucha, un café et un restaurant de style Art nouveau au rez-de-chaussée, un cocktail-bar, une brasserie et un dancing au sous-sol.

## Histoire

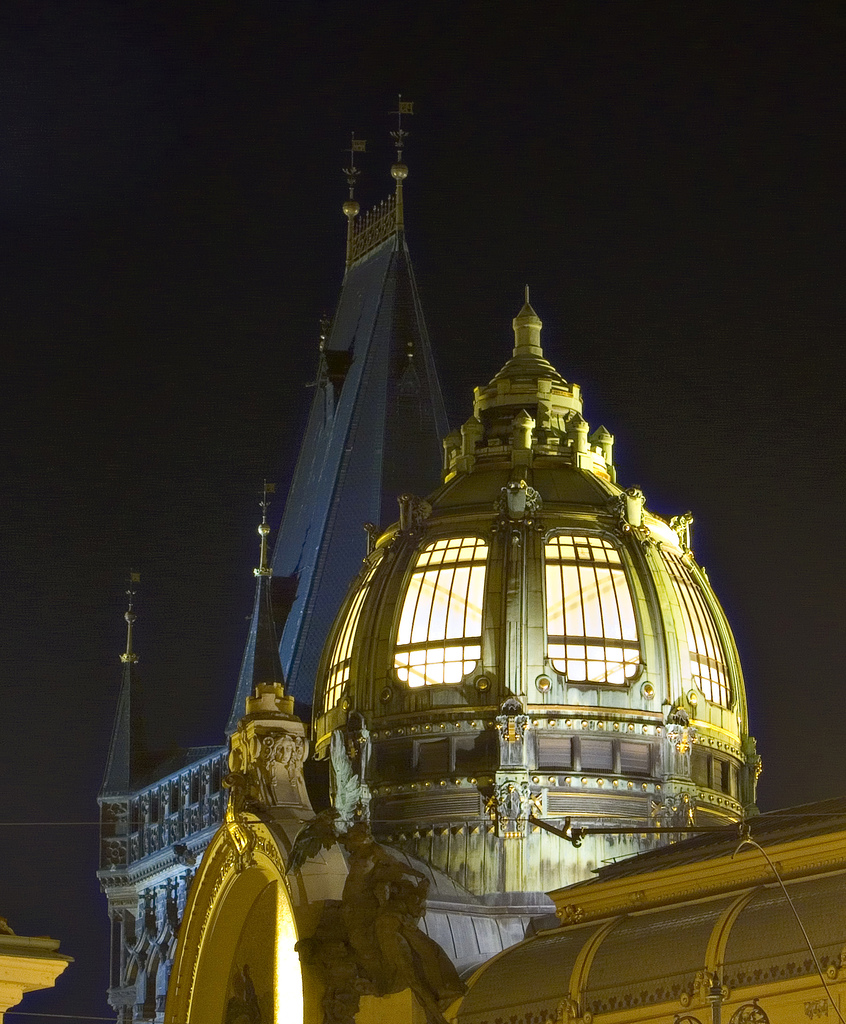
Vue nocturne du Dôme de la maison municipale et de la Tour poudrière

À l'origine, à l'emplacement de la Maison municipale, se trouvait le Palais royal des souverains de Bohême dont la construction est entreprise en 1380 par Venceslas IV et qui sert pendant un siècle, de 1383 à 1484, de résidence principale aux rois de Bohême, Sigismond Ier, Ladislas le Posthume, Georges de Poděbrady avant que Vladislas IV Jagellon ne réintègre le Château de Prague.
Les bâtiments palatins comprenaient des bains, des appartements pour les courtisans, une fosse aux lions et des jardins. La splendide Tour poudrière attenante témoigne des raffinements de la cour des rois de Bohême enrichie par les mines d'argent de Kutná Hora. La « voie royale » qui traverse la Vieille Ville de Prague et emprunte les rues Celetná et Karlova témoigne du chemin que parcouraient les rois pour se rendre à leur couronnement en la Cathédrale Saint-Guy de Prague.
C'est, symboliquement, depuis le balcon de la Maison municipale que le 28 octobre 1918 a été proclamée l'indépendance du pays et la création de la Première République tchécoslovaque. C'est en ses murs encore qu'ont eu lieu, à la suite de la Révolution de velours, les négociations entre les représentants du Forum civique avec, à leur tête Václav Havel et ceux du Parti communiste tchécoslovaque.

## Architecture
La Maison municipale est construite entre 1905 et 1912 sur les plans des architectes Antonín Balšánek et Osvald Polívka. Les principaux artistes de la Sécession tchèque sont invités à participer à la décoration de cet ensemble unique, destiné à affirmer le prestige de la ville et à offrir à ses concitoyens un lieu de détente, de réunion, de spectacle. Parmi ces artistes citons Mikoláš Aleš, Max Švabinský, František Ženíšek, Ladislav Šaloun, Karel Novák, Josef Mařatka, Josef Václav Myslbek, Alfons Mucha et Jan Preisler. Sous un dôme de cuivre, le fronton du bâtiment est dominé par une mosaïque impressionnante sur un carton de Karel Špillar.
Deux ailes en « V » dont la base serait l'entrée principale encadrent la salle de concert dite « Salle Smetana » en l'honneur du musicien Bedřich Smetana. Elle peut accueillir mille deux cents auditeurs et sert, entre autres, pour les concerts dans le cadre du festival du Printemps de Prague.

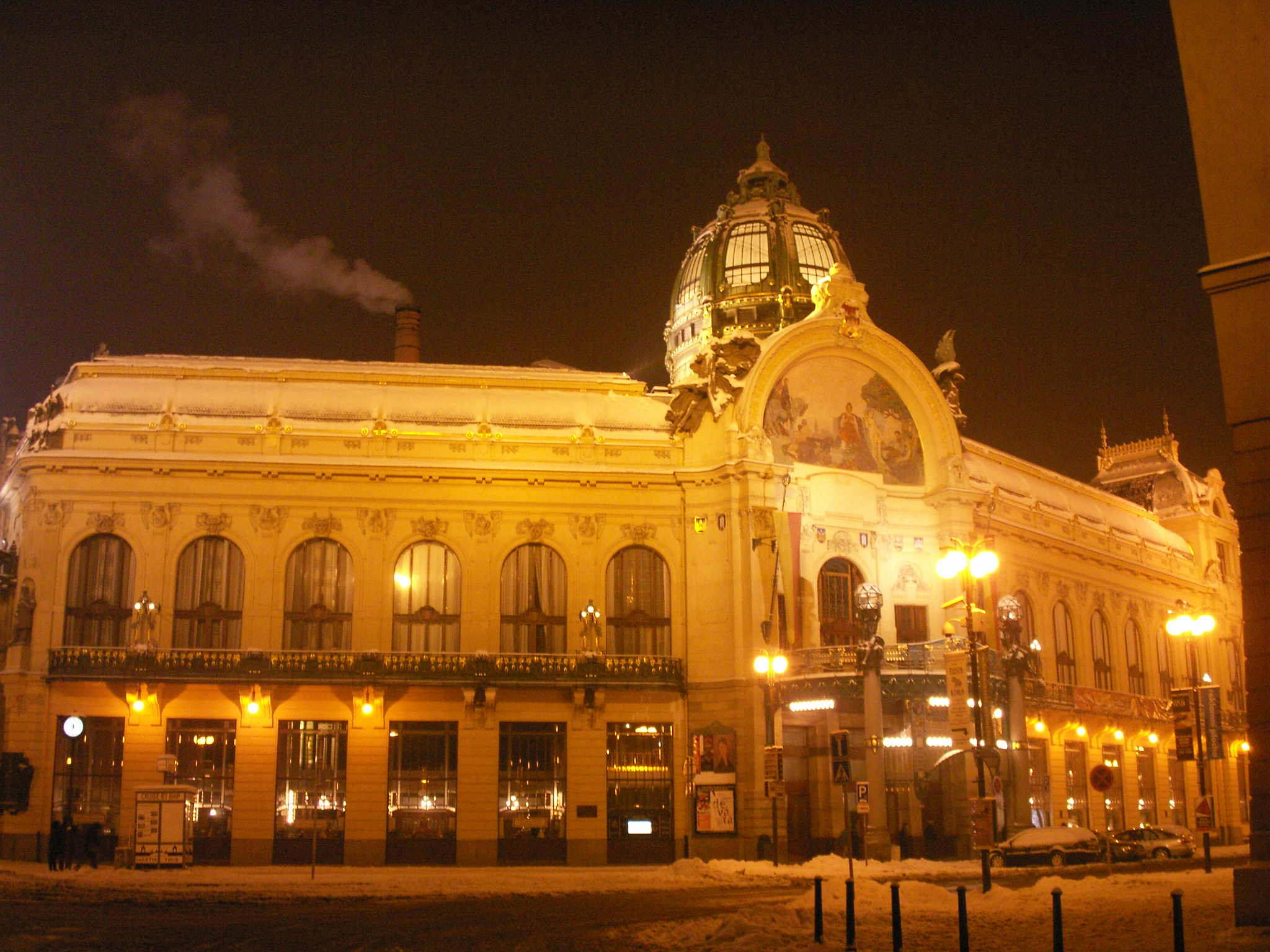
Vue nocturne

La Maison municipale a été entièrement restaurée entre 1994 et 1997.

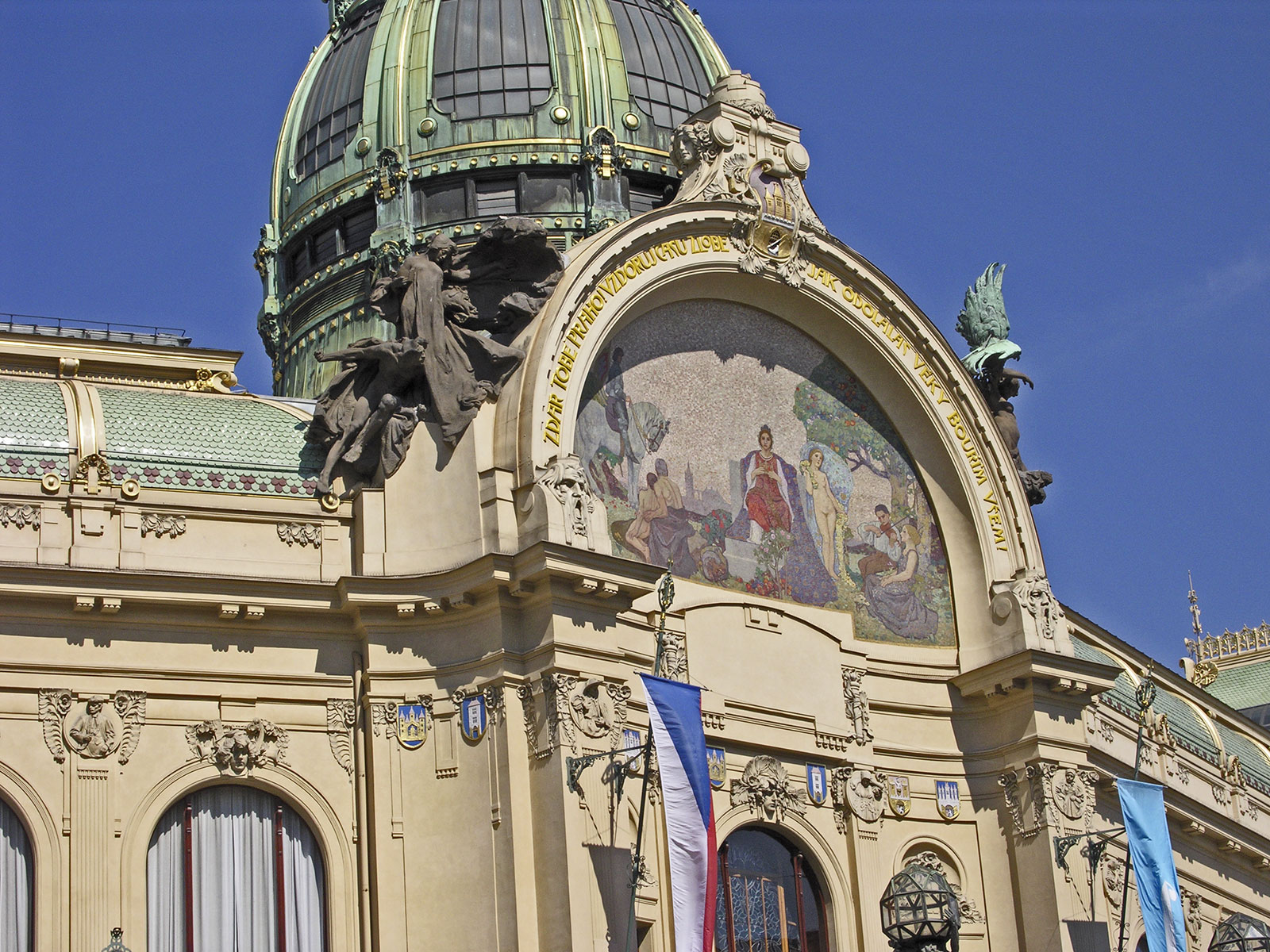
Mosaïque sur le fronton
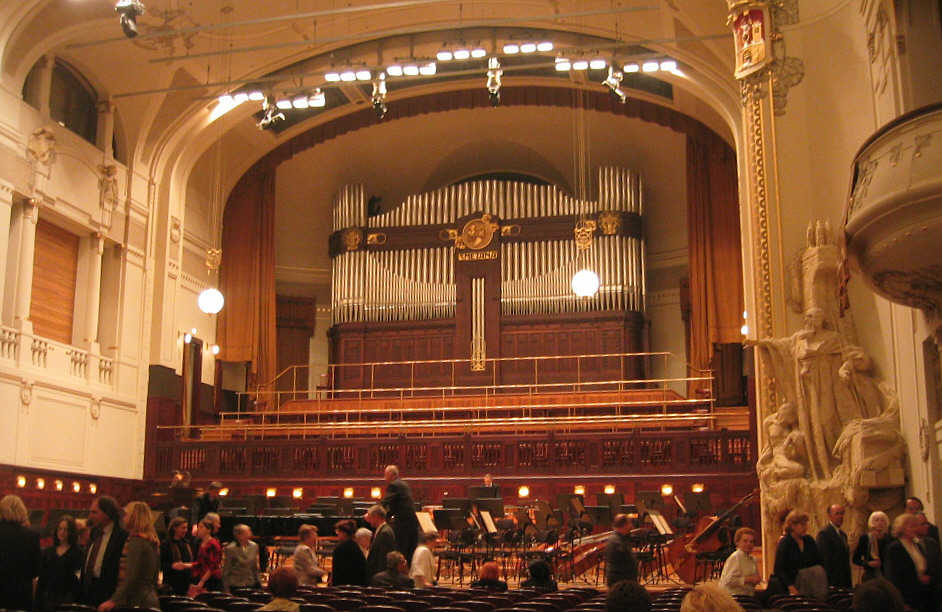
Salle Bedřich Smetana
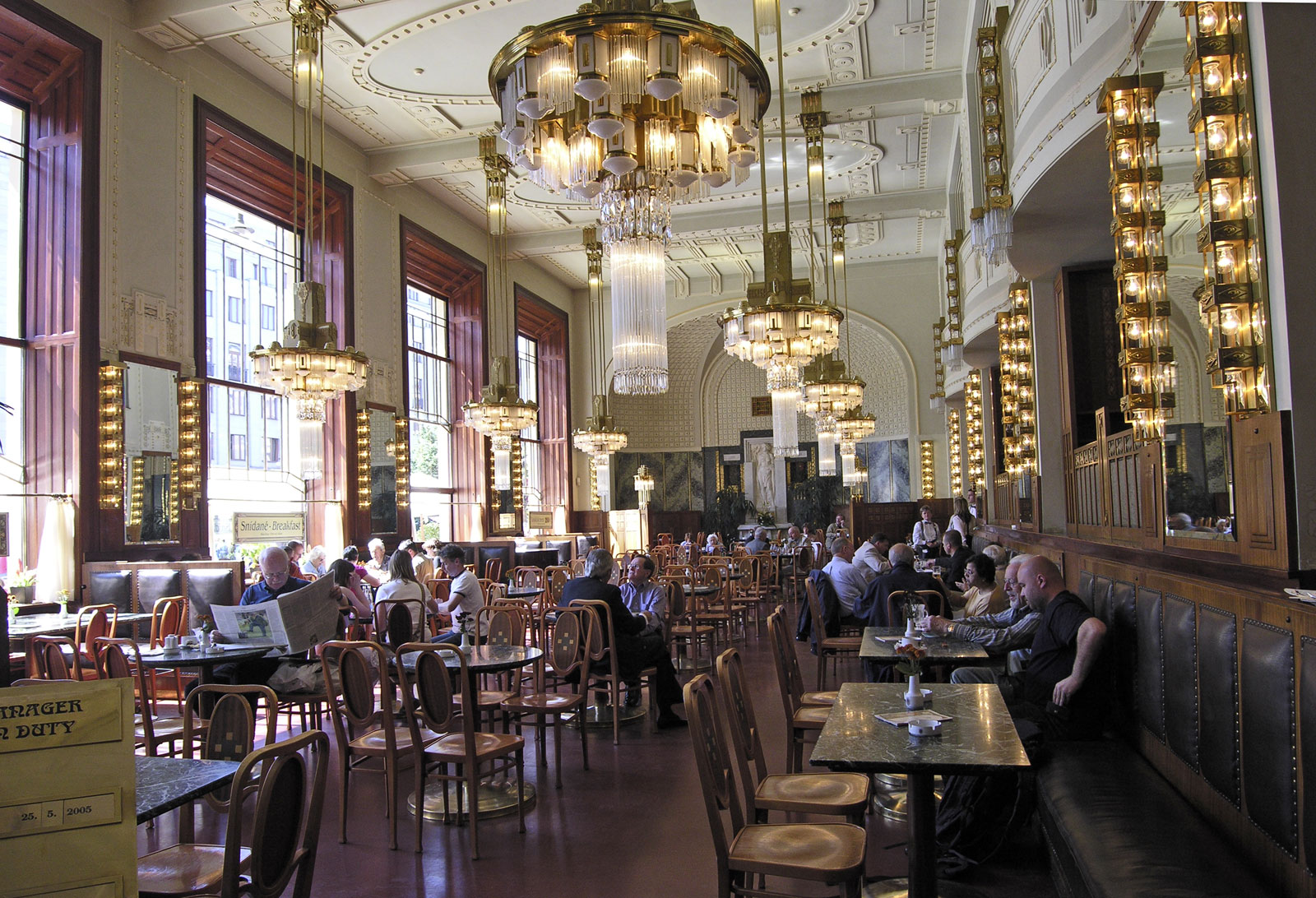
Café Art nouveau au rez-de-chaussée